# 各務おがせ町
各務おがせ町（かかみおがせちょう）は、岐阜県各務原市の地名。現行行政町名は各務おがせ町一丁目から各務おがせ町九丁目。

## 地理
各務原市の東部の鵜沼地区に位置し、鵜沼地区の西部（旧・各務村）の地域である。
町域の東部は須衛町、各務東町、松が丘、鵜沼羽場町、西部は各務山の前町、各務西町、須衛町、南部は鵜沼各務原町、各務山の前町、北部は須衛町に接する。
地名は苧ヶ瀬池に因む。
道路
- 国道21号
- 県道205号長森各務原線（おがせ街道）
- 岩坂グリーンロード
- すいれん通り
- 各務原パークウェイ
- かかみ・すえ通り

## 歴史
各務原市発足後、この地域は各務の一部であった。1971年（昭和46年）には現在の各務おがせ町1丁目に住宅団地（北島団地）の開発（3.2ha、計画戸数161戸）が完了。1977年（昭和52年）5月13日に各務の一部をもって各務おがせ町を設置する。

## 世帯数と人口
2024年（令和6年）10月1日現在の世帯数と人口は以下の通りである。
| 丁目               | 世帯数    | 人口    |
| ------------------ | --------- | ------- |
| 各務おがせ町一丁目 | 147世帯   | 301人   |
| 各務おがせ町二丁目 | 60世帯    | 155人   |
| 各務おがせ町三丁目 | 65世帯    | 190人   |
| 各務おがせ町四丁目 | 28世帯    | 74人    |
| 各務おがせ町五丁目 | 120世帯   | 280人   |
| 各務おがせ町六丁目 | 55世帯    | 133人   |
| 各務おがせ町七丁目 | 24世帯    | 55人    |
| 各務おがせ町八丁目 | 269世帯   | 535人   |
| 各務おがせ町九丁目 | 271世帯   | 573人   |
| 計                 | 1,039世帯 | 2,296人 |

## 小・中学校の学区
市立小・中学校に通う場合、学区は以下の通りとなる。
| 番・番地等 | 小学校               | 中学校               |
| ---------- | -------------------- | -------------------- |
| 全域       | 各務原市立各務小学校 | 各務原市立鵜沼中学校 |

## 交通
- 各務原市ふれあいバス稲羽線
- チョイソコかかみがはら

## 主な施設
- 苧ヶ瀬池
- 郷戸池
- おがせ公園
- 各務野櫻苑
- 各務原苧ヶ瀬郵便局
- 各務原市立各務小学校
- 各務保育園
- 各務福祉センター
- 各務原市学校給食センター
- 村国神社
- 苧ヶ瀬神社
- 神明神社（三丁目）
- 神明神社（六丁目）
- 薬王院
- 慈眼寺
- 村国座